# Who Framed Roger Rabbit (videojuego de 1989)
Who Framed Roger Rabbit es un videojuego de acción-aventura  creado para NES por Rare y publicado por LJN Toys Inc. en 1989. El juego, para un solo jugador, está vagamente basado en el film del mismo nombre y combina elementos de aventura gráfica, con una jugabilidad más tradicional, al estilo de los juegos de acción-aventura. Una versión diferente del juego fue publicada para distintos sistemas de computadoras en 1988. Además, en 1991 hubo otra versión distinta para Game Boy a cargo de Capcom.

## Gameplay
El juego tiene lugar en Los Ángeles, en el año 1947.
Al inicio del juego, el jugador toma el control de Eddie Valliant, con Roger Rabbit, el personaje de dibujos animados incriminado, siguiéndolo. El jugador deambula por de una ciudad urbana de Hollywood, entrando a varios edificios y cavernas para poder hablar con distintas personas, algunas de las cuales pertenecen al film original, además de recoger algunos objetos que quedaron en el suelo, cajones y cofres para poder averiguar quién engañó a Roger Rabbit. 
La segunda mitad del juego, lleva al jugador a la conocida Toontown con más estructuras y cuevas para explorar, en un intento por encontrar el testamento perdido de Marvin Acme, además de prepararse para la batalla con el malvado Judge Doom. Durante el juego, los jugadores tendrán que llamar a un número. Dentro del club "Ink & Paint",  al llamar inicialmente a Jessica Rabbit, se recibirá la respuesta "Find my Phone No. and give me a call" ("encuentra mi número y llámame"). Si se marcaba ese número, el jugador recibía pistas sobre como avanzar en el juego.
En efecto, el jugador encontrará un número real 1-800 gratuito en Estados Unidos, concretamente el 1-800-232-3324. En su día, al llamar a este número a través de un teléfono real, se reproducía un mensaje pregrabado de Jessica ofreciendo consejos sobre el juego. Finalmente el número fue cambiado a otra compañía. Sin embargo, en 2010 conectaba a una línea de sexo telefónico, lo cual no sería apropiado para la audiencia del juego.

## Recepción crítica
Fue recibido de manera mayoritariamente negativa, centrándose en el número de Jessica Rabbit y la frustrante batalla contra el jefe Judge Doom.